# Торенія

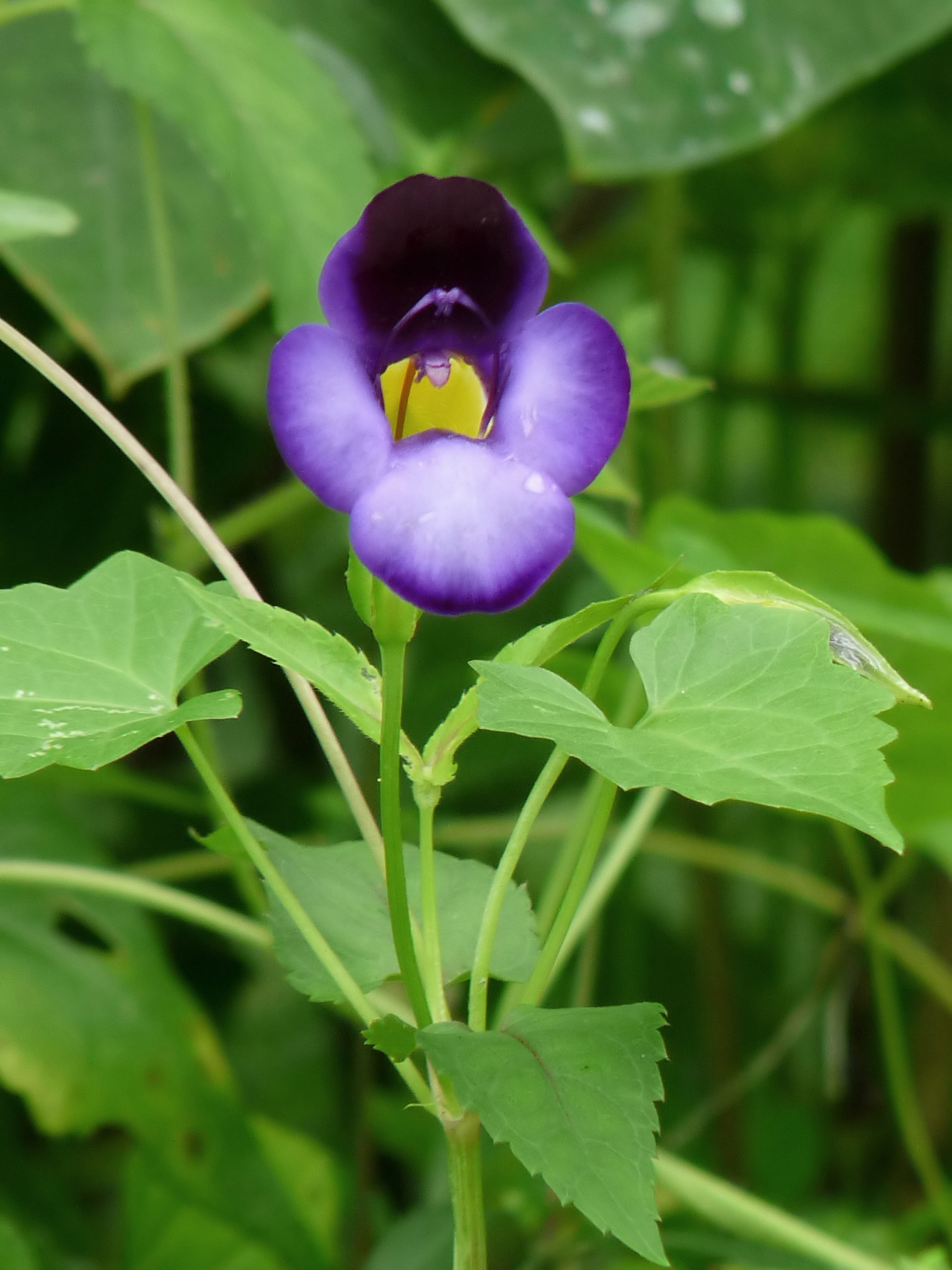
Torenia_travancorica

Торенія (Torenia) — рід рослин, який зараз класифікується в родині Linderniaceae. Торенія також класифікована в родині Ранникові (Scrophulariaceae). Часто в англомовній літературі називають wishbone flowers, bluewings; на Гаваях nanioola'a чи ola'a beauty, деякі види вирощують як садові рослини. За останні 30 років було гібридизовано багато гібридів торенії F1 та F2. Колір може варіюватися від білого з жовтими горлами до фіолетового, синього, кобальту, лаванди та фіолетового.